# Strada Statale 301 del Foscagno
Die Strada Statale 301 del Foscagno ist eine italienische Staatsstraße in der Region Lombardei.

## Verlauf
Die Staatsstraße 301 von Foscagno (SS 301) verbindet das Veltlin mit Livigno. Sie führt durch das Valdidentro, über den Foscagnopass und den Eira-Pass.

## Geschichte
Die Straße  wurde 1960 zur Staatsstraße erklärt.